# Cozumel
|                       | Jan  | Feb  | Mär  | Apr  | Mai   | Jun   | Jul   | Aug   | Sep   | Okt   | Nov   | Dez   |   |         |
| Mittl. Tagesmax. (°C) | 28,6 | 29,1 | 30,9 | 32,0 | 32,7  | 32,4  | 32,6  | 33,0  | 31,9  | 30,7  | 29,7  | 28,6  | ⌀ | 31      |
| Mittl. Tagesmin. (°C) | 19,4 | 19,4 | 20,7 | 21,8 | 22,9  | 23,8  | 23,5  | 23,5  | 23,6  | 23,1  | 21,7  | 20,3  | ⌀ | 22      |
|                       |      |      |      |      |       |       |       |       |       |       |       |       |   |         |
| Niederschlag (mm)     | 81,4 | 60,0 | 32,2 | 44,8 | 110,6 | 191,7 | 115,5 | 141,7 | 240,2 | 242,5 | 122,5 | 106,8 | Σ | 1.489,9 |
|                       |      |      |      |      |       |       |       |       |       |       |       |       |   |         |
| Regentage (d)         | 8,7  | 6,5  | 4,0  | 3,7  | 7,2   | 12,6  | 11,8  | 13,4  | 15,4  | 15,7  | 11,1  | 9,8   | Σ | 119,9   |

| 19,4 |

| 19,4 |

| 20,7 |

| 21,8 |

| 22,9 |

| 23,8 |

| 23,5 |

| 23,5 |

| 23,6 |

| 23,1 |

| 21,7 |

| 20,3 |

| 19,4 |

| 19,4 |

| 20,7 |

| 21,8 |

| 22,9 |

| 23,8 |

| 23,5 |

| 23,5 |

| 23,6 |

| 23,1 |

| 21,7 |

| 20,3 |

Cozumel (Mayathan: Kusamil „Schwalbenort“, von kusam „Schwalbe“ und il „Ort“) ist eine der östlichen Küste der mexikanischen Halbinsel Yucatán vorgelagerte Insel. Sie gehört zum mexikanischen Bundesstaat Quintana Roo und bildet den Hauptteil des Municipio Cozumel.
Die flache und eine dichte Vegetation aufweisende Insel hat eine maximale Nord-Süd-Ausdehnung von 45,3 km und eine maximale Ost-West-Ausdehnung von 16,6 km. Mit einer Fläche von 477,85 km² ist Cozumel die drittgrößte Insel Mexikos nach Isla Tiburón und Isla Ángel de la Guarda. Bevölkerungsmäßig wird sie nur von der Isla del Carmen übertroffen (siehe die Liste mexikanischer Inseln). Sie liegt 15,8 km vom Festland entfernt und befindet sich etwa 60 km südlich von Cancún. Inselhauptstadt ist San Miguel de Cozumel (amtlich Cozumel, 77.236 Einwohner im Jahr 2010), wo nahezu die ganze Bevölkerung von Cozumel lebt.

## Geschichte

### Maya-Kultur
Wer die ersten Siedler auf Cozumel waren, lässt sich heute nicht mehr genau sagen. Die Maya hinterließen nachweisliche Spuren lange vor der spanischen Eroberung. So war die Insel bereits ca. 1000 nach Chr. ein wirtschaftliches und religiöses Zentrum der Region. Sie war den Maya heilig und der Mond- und Fruchtbarkeitsgöttin Ixchel geweiht. Die Tempel waren Anziehungspunkte für Pilger, besonders für Frauen, die sich Kinder wünschten. Nach den Legenden der Maya errichteten die Inselbewohner Tempel für die Göttin Ixchel – diese war als Erd- und Mondgöttin Schutzherrin der Wasser, des Regenbogens und der Schwangeren. Daraufhin sandte die Göttin als Geste von Dankbarkeit die Schwalbe, ihren Lieblingsvogel auf die Insel. Deswegen trägt die Insel heute auch den Namen „Insel der Schwalben“ (Isla de las golondrinas).

### Spanische Eroberung
Der erste spanische Entdecker war der Konquistador Juan de Grijalva. Er landete 1518 auf Cozumel und nannte die Insel „Isla de Santa Cruz“. Für Hernán Cortés war sie im Jahre 1519 die erste Station auf seinem Eroberungsfeldzug gegen das Aztekenreich. Auf dieser Insel begegnete er seinem späteren Dolmetscher Gerónimo de Aguilar. Er war durch einen Schiffbruch auf Yucatán gestrandet, hatte die Sprache der Maya gelernt und schloss sich der Expedition des Hernán Cortés an.
Zu dieser Zeit lebten ungefähr 40.000 Maya auf der Insel. Sie wurden später durch die von den Spaniern eingeschleppten Pocken fast vollständig ausgerottet.
Es gibt mehrere Ruinen auf der Insel. Die größten Maya-Ruinen auf der Insel wurden gesprengt und eingeebnet, um während des Zweiten Weltkriegs eine Start- und Landebahn für Flugzeuge zu bauen. Die Ruinen von San Gervasio im Zentrum der Insel sind die größten noch bestehenden Ruinen der Maya.

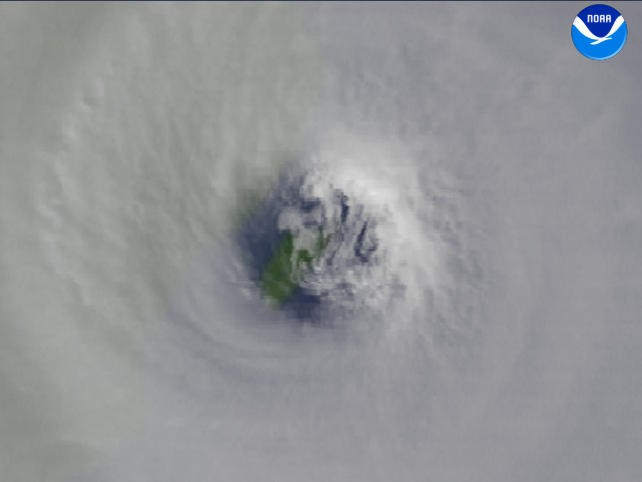
Cozumel aus dem Weltall durch das Auge des Hurrikan Wilma aus gesehen.

### Naturkatastrophen
Im Jahr 2005 wurde Cozumel zweimal direkt von Hurrikanen getroffen. Am 18. Juli traf hier der Hurrikan Emily ebenso wie am 21. Oktober der Hurrikan Wilma auf Land. Wilma hatte große Teile der weißen Sandstrände von Cancún weggespült. Um diese wiederherzustellen, wurden für rund 20 Millionen US-Dollar 2,7 Millionen Kubikmeter Sand herbeigeschafft.
Im Oktober 2020 zog der Hurrikan Delta mit seinem Auge genau über Cozumel und den Nordosten der Halbinsel Yucatán hinweg. Am 7. Oktober überquerte der Hurrikan der Kategorie 2 mit 175 km/h Cozumel und Quintana Roo. Dort verursachte Delta Überschwemmungen und Zerstörungen in der Landwirtschaft. Wegen der COVID-19-Pandemie hielten sich nicht so viele Touristen in den betroffenen Gebieten auf. Dennoch wurden 40.000 Touristen vorsichtshalber in Sicherheit gebracht.

## Tourismus

### Naturpotenzial
Cozumel ist ein beliebtes touristisches Ziel und ist insbesondere für die guten Tauchmöglichkeiten bekannt. Jacques Cousteau machte die Insel mit Berichten über zum Tauchen bestens geeignete, ausgedehnte Korallenriffe in den 1960er-Jahren bekannt. Seit dem Bau des Cozumel International Airport (CZM) Ende der 1970er-Jahre und mehrerer Seebrücken in den 1990er-Jahren hat der Tourismus stark zugenommen.
Dabei ist die Insel noch nicht überlaufen, was vor allem daran liegt, dass auf der noch überwiegend bewaldeten Insel kleinere Badebuchten dominieren. Ein Strandleben wie in Cancún oder Playa del Carmen ist deshalb kaum möglich. Cozumel empfiehlt sich somit als Erholungsgebiet mit gehobenen Ansprüchen mit Schwerpunkt Schnorcheln und Tauchen.

### Kreuzfahrttourismus
Der stark angestiegene Kreuzfahrttourismus bildet heute eines der Hauptstandbeine der Tourismusbranche. Der unter der Bezeichnung Puerta Maya Cruise Pier firmierende Kreuzfahrthafen lag 2019 mit 4,57 Millionen Passagieren weit an der Spitze aller mexikanischen Kreuzfahrtdestinationen. Der an zweiter Stelle liegende Hafen von Costa Maya kam nur auf 1,6 Millionen Passagiere. 
Auch 2020 blieb Puerta Maya mit Abstand an der Spitze. Aufgrund der COVID-19-Pandemie wurden jedoch nur 1,13 Millionen Passagiere gezählt. Ab April 2020 wurden weltweit die Kreuzfahrten eingestellt, sodass die Zahl von 1,11 Millionen Passagieren auf die Monate Januar, Februar und März entfiel. Erst ab Juni 2021 erreichten die ersten Kreuzfahrtschiffe wieder Cozumel, wobei die Schiffe meistens nicht voll ausgelastet waren. Es wurden 354 Schiffe gezählt, mit 652.007 Passagieren. Im Jahr 2022 normalisierte sich der Kreuzfahrttourismus weiter. Die Zahl von 2,94 Millionen Passagieren lag aber noch um 35,7 % unter der des Jahres 2019. Auch 2023 wurde mit 4,1 Millionen Passagieren das Niveau von 2019 noch nicht wieder erreicht.
| Jahr       | 2019      | 2020      | 2021    | 2022      | 2023      |
| ---------- | --------- | --------- | ------- | --------- | --------- |
| Passagiere | 4.569.853 | 1.132.101 | 652.007 | 2.988.153 | 4.076.976 |
| Schiffe    | 1.366     | 371       | 354     | 1.114     | 1.155     |

## Sport und Freizeit
Seit 2009 wird auf Cozumel jährlich im November der Ironman Mexico ausgetragen. Bei diesem Triathlon über die Ironman-Distanz sind für die Athleten 3,86 km Schwimmen, 180,2 km Radfahren, 42,195 km Laufen zu bewältigen. Zusätzlich gibt es seit 2012 die Mitteldistanz beim Rennen IRONMAN 70.3 COZUMEL.

## Tierwelt
Cozumel ist Heimat des Nelson-Nasenbären oder auch Cozumel-Nasenbär: ein Nasenbär, der sich infolge der Inselverzwergung deutlich kleiner entwickelt hat. Eine weitere endemische Art ist der Cozumel-Waschbär. Außerdem kommt auf Cozumel eine etwa 1000 ausgewachsene Exemplare umfassende Krokodilpopulation vor. Die Tiere werden gegenwärtig dem Spitzkrokodil (Crocodylus acutus) zugerechnet, unterscheiden sich genetisch aber so stark, dass sie eigentlich den Status einer eigenständigen Art bekommen müssten.

## Diverses
In Shadow of the Tomb Raider, dem dritten Teil der Reboot-Reihe, beginnt der Spieler seine Reise in Cozumel, und dies während des Tages der Toten.